# قنديل (ليال خمس)

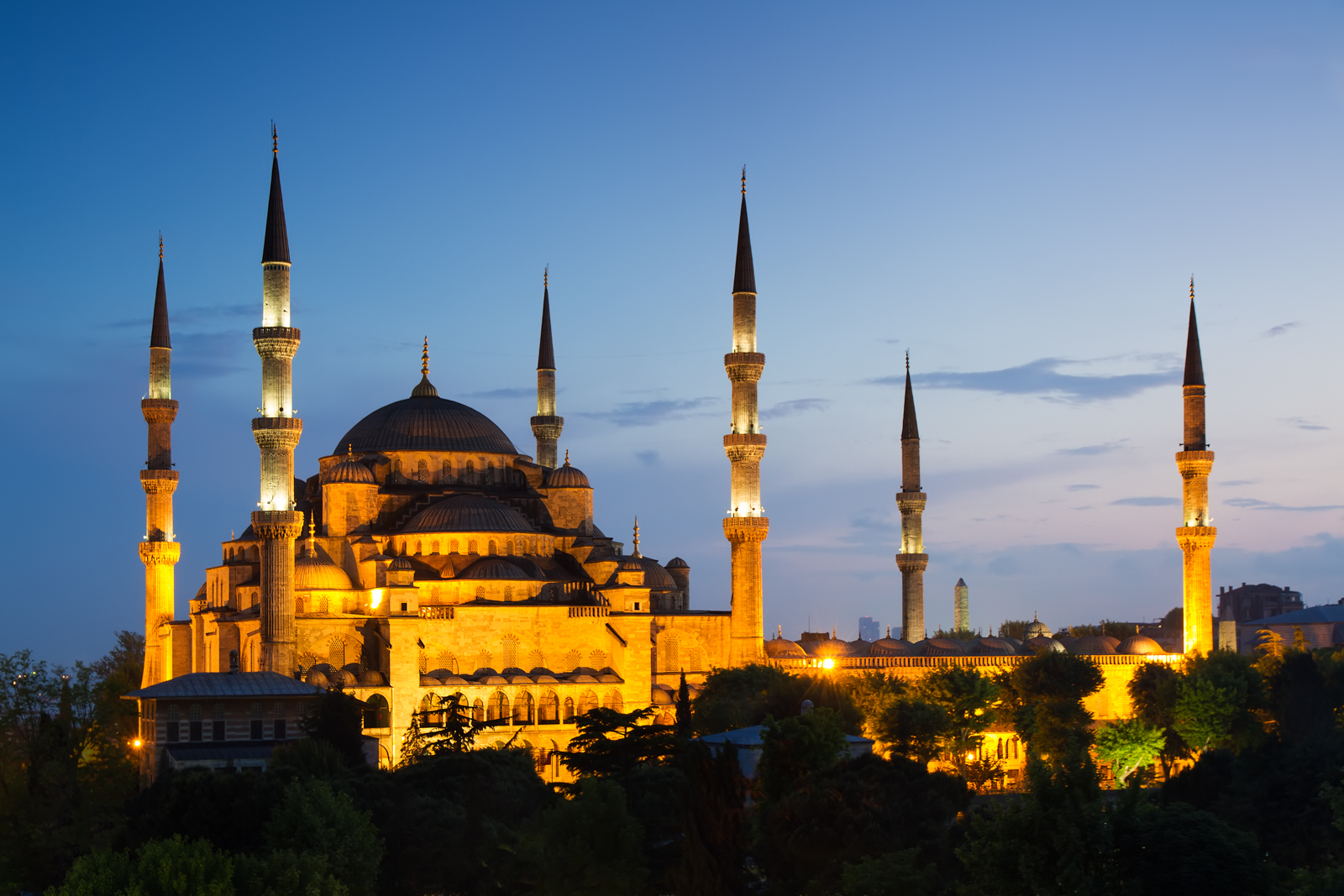
جامع السلطان أحمد

القنديل (بالتركية: Kandil) يشير إلى خمس ليال إسلامية مقدسة، يجري فيها الاحتفال فيها في المجتمعات العثمانية والمسلمة في البلقان، وتتعلق بحياة النبي محمد صلى الله عليه وسلم، عندما تُضاء المآذن وتُقام الصلوات الخاصة. إنه تقليد يعود إلى السلطان العثماني سليم الثاني في القرن السادس عشر، والذي اعتقد بدعم من شيخ الإسلام في ذلك الوقت أنه من المناسب إضاءة المآذن في المساجد لهذه المناسبات المباركة آنذاك بالقناديل. تلعب ليالي القنديل دورًا أقل أهمية من مهرجانات بيرم.
يُباع في تُركِيَّة نوع خاص أصغر من السميط عادة في أيام قنديل يسمى سميط القنديل.

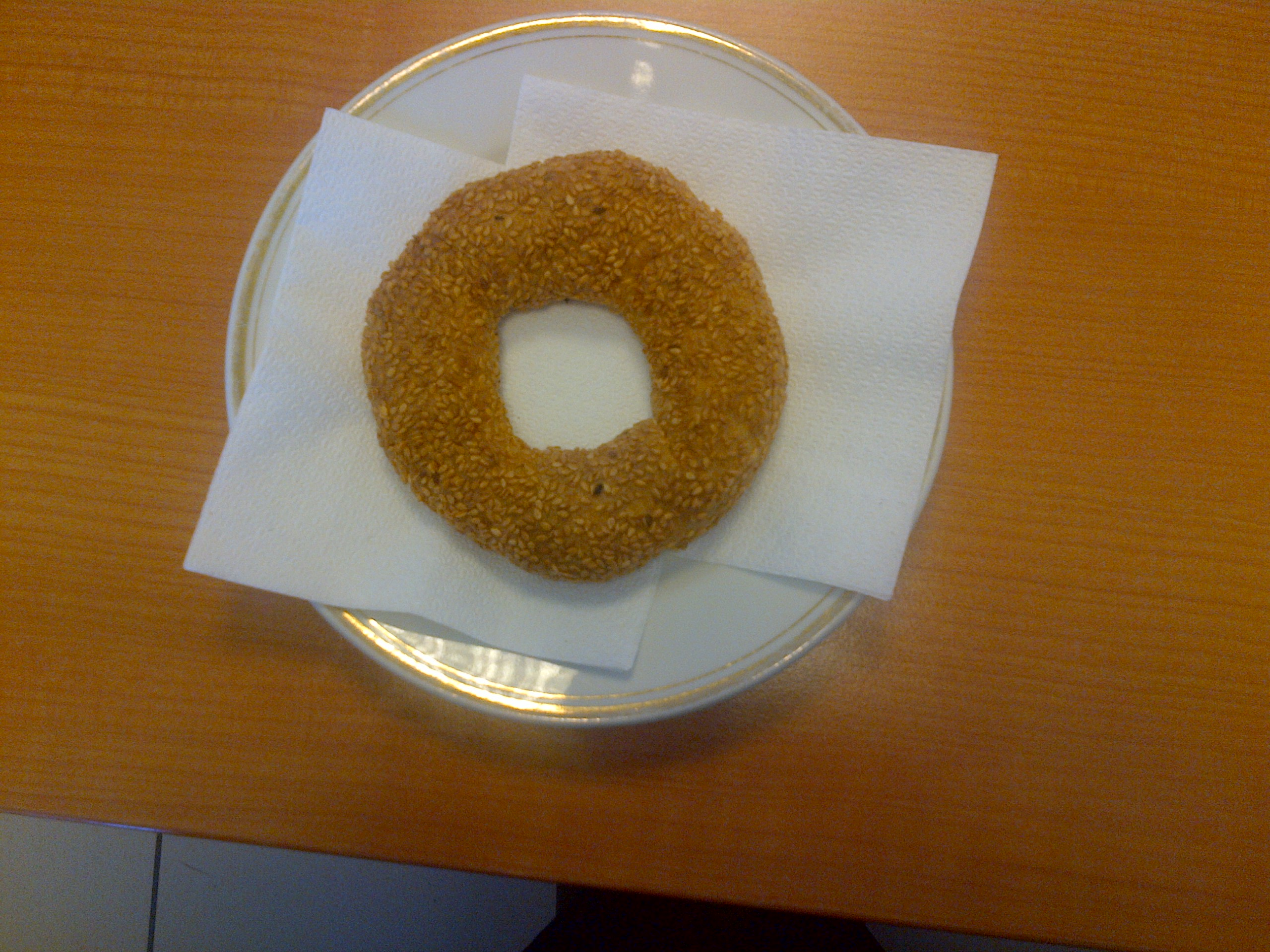
سميط القنديل

## ليالي القنديل الخمس
- في المولد النبوي: قنديل المولد أو مولد قنديلي
- في ليلة الراغب: قنديل الرغائب أو رغائب قنديلي
- في ليلة المعراج: قنديل المعراج أو معراج قنديلي
- في ليلة منتصف شعبان: قنديل البراء أو براءة قنديلي
- في ليلة القدر